# János Farkas
János Farkas (Budapeste, 27 de março de 1942 - Budapeste, 29 de setembro de 1989) foi um futebolista húngaro.

## Carreira

### Vasas SC
Farkas passou toda a carreira no Vasas, o clube da indústria metalúrgica. Debutou em 1959 e já em 1961 faturava seu primeiro campeonato húngaro, que ele venceria também em 1962, 1965 e 1966. Farkas ganhou quatro vezes também a desvalorizada Copa Mitropa, em 1960, 1962, 1965 e 1970, aposentando-se em 1972.

### Seleção Húngara
Pela Hungria, foi chamado para a Copa do Mundo de 1962, mas não jogou. Só se firmaria dois anos depois, participando do terceiro lugar na Eurocopa 1964 e na conquista do ouro nas Olimpíadas do mesmo ano.
A caminho da Copa do Mundo de 1966, formava o trio de ataque húngaro com Ferenc Bene e Flórián Albert. Farkas marcou um gol no torneio, no jogo contra o Brasil. O jogo estava empatado em 1 x 1 quando, aos nove minutos do segundo tempo, em cruzamento alto da direita, ele emendou um belo voleio da linha da grande área. Seu gol desorientou os brasileiros, que sofreriam o terceiro gol dos europeus dez minutos depois. E ele poderia ter decretado a pior derrota brasileira em Copas: o jogo só não terminou 4 x 1 para a Hungria pois o bandeirinha peruano Arturo Yamazaki anulou um gol legal de Farkas, que colocou de pé esquerdo sem marcação no ângulo de Gilmar após receber de Albert.
Farkas realizou seu último jogo pela Hungria nas eliminatórias para a Copa do Mundo de 1970. O país não conseguiu classificar-se. Antes, em 1968, ele chegou a enfrentar novamente o Brasil, pela seleção da FIFA, em amistoso que celebrava os dez anos da conquista brasileira da Copa do Mundo de 1958. Farkas atuou ao lado dos compatriotas Albert e Lajos Szűcs no jogo, disputado no Maracanã.

### Aposentadoria e Falecimento
Após encerrar a carreira, Farkas tornou-se gastrônomo. Um ataque cardíaco o matou com ainda 47 anos, em 1989.